# Oxynotus
Il genere Oxynotus è l'unico della famiglia Oxynotidae, ed appartiene all'ordine degli Squaliformes

## Areale
Abitano le acque poco profonde dell'Oceano Atlantico (incluse quelle del Mar Mediterraneo) e dell'Oceano Pacifico occidentale.

## Aspetto
La taglia di questi squali è medio piccola. In base alla specie raggiungono lunghezze massime che vanno da 49 a 120 cm in età adulta. I loro corpi sono appiattiti e dall'alto hanno una forma triangolare. Presentano due ampie pinne dorsali, ognuna con spine appuntite, e con la prima delle due posta sopra la testa e con una base moltoampia che arriva a coprire le aperture branchiali. La loro pelle è molto ruvida e appuntita. A differenza di quanto normalmente succeda negli squali, hanno un organo che consente la bioluminescenza..

## Tassonomia
Il genere contiene 6 specie:
- Oxynotus bruniensis (Ogilby, 1893)
- Oxynotus caribbaeus (Cervigón, 1961)
- Oxynotus centrina (Linnaeus, 1758)
- Oxynotus japonicus (Yano & Murofushi, 1985)
- Oxynotus paradoxus (Frade, 1929)
- Oxynotus salviani  (Risso, 1827)